# Cerro Mohinora
El Cerro Mohinora es una montaña que forma parte de la cordillera de la Sierra Madre Occidental en el estado mexicano de Chihuahua, ubicado en el municipio de Guadalupe y Calvo. El Cerro Mohinora alcanza una elevación de 3,300 metros (10, 8267 pies) sobre el nivel del mar. El clima de la montaña es extremadamente frío en invierno y templado a medio frío en verano. El área del Cerro fue declarada como Área Natural Protegida, con el carácter de Área de Protección de Flora y Fauna el 1 de agosto de 2012

## Biodiversidad
De acuerdo al Sistema Nacional de Información sobre Biodiversidad de la Comisión Nacional para el Conocimiento y Uso de la Biodiversidad (CONABIO) en el Área de Protección de Flora y Fauna Cerro Mohinora habitan más de 310 especies de plantas y animales de las cuales 14 se encuentra dentro de alguna categoría de riesgo de la Norma Oficial Mexicana NOM-059  y 6 son exóticas,

## Geología
La montaña comenzó a formarse durante el período geológico del Paleógeno, caracterizado por una intensa actividad volcánica en la zona, arrojando lava y cenizas sobre la meseta circundante y concluyendo tras violentas erupciones piroclásticas creando la Sierra Madre Occidental. El Cerro Mohinora se elevó a una elevación de más de 3,300 m sobre el nivel del mar durante el Pleistoceno por una intensa actividad tectónica. La montaña está compuesta principalmente de rocas ígneas.

## Clima
Utilizando la clasificación climática de Köppen, el clima de la montaña es de Clima continental monzónico (Dwb). Los veranos son frescos con temperaturas que raramente alcanzan los 25 °C (77 °F) y los mínimos del verano caen por debajo de los 10 °C (50 °F) regularmente. Hay fuertes tormentas de junio a octubre. Los inviernos son muy fríos, alcanzando un máximo alto de 0 °C (32 °F) y alcanzando un máximo bajo de -31 °C (-24 °F). Las tormentas de nieve en invierno con fuertes vientos son comunes y generalmente se produce más de 1 metro (~ 3 pies) de nieve por temporada.